# New York Knicks
A New York Knickerbockers (ismertebb nevén Knicks) egy profi kosárlabdacsapat, amely az NBA Keleti főcsoportjában, az Atlanti csoportban játszik.

## Története
A Knicks a legelső csapatok között jött létre. A BAA (NBA jogelődje) 1946. november 1-jén tartotta meg első hivatalos mérkőzését, amit a Knicks vívott a Toronto Huskies ellen, Torontóban. A mérkőzés vége 68-66 lett a Knicks javára. Az első kosarat Ossie Schectman szerezte. Az 1950-es években egy erős csapat alakult ki olyan hírességekkel, mint Max Zaslofsky, Harry Gallatin, Carl Brown és Nathaniel Clifton. Ez a csapat az 1960-as évek elejére szétesett és ebben az évtizedben nem is ért el kiemelkedő eredményeket. 1967-től Red Holzman vezetőedző irányításával egy új aranycsapat kezdett el összeállni. Ennek meg is lett az eredménye: Az 1970 és 1973-as bajnoki címek, az 1970, 1972, 1973-as főcsoportgyőzelmek és az 1971-es csoportgyőzelem. Ebben az időszakban a csapat kiemelkedő tehetségei voltak például Walt Frazier, Willis Reed, Bill Bradley vagy Dave Debusschere is. Ám a ’70-es évek közepén a csapat újra visszasüllyedt a középmezőnybe. 1977-re szinte az összes sztárjátékos eligazolt. Ekkor több ifjú titán felkerült a nagy csapathoz, mint például Bob McAdoo vagy Michael Ray Richardson. Jó játékosok voltak, de a rutin hiánya miatt nem értek el nagyobb sikereket.
Az 1985-ben bevezetett új rendszer, az NBA-draft előtt bevezetett sorsolás (NBA Draft Lottery) hivatott dönteni arról, hogy a rájátszásba nem jutott csapatok (vagy azok a csapatok, akik csere útján megszerezték a jogaikat) milyen sorrendben választhassanak a draft első fordulójában. A második fordulótól kezdve a szezon során elért eredményeik fordított sorrendjében választhattak a csapatok. 1985-ben a legelső NBA-sorsolás fődíja a 213 cm magas Georgetown-center, Patrick Ewing volt. Mind a 7, rájátszásba nem jutó csapatnak azonos esélye volt elnyernie az 1. választás jogát, és ezzel együtt Patrick Ewingot. A New York Knicks lett az első sorsolás győztese és Ewingot választották. Ezzel egy új korszak kezdődött a csapat életében.
Ewing-korszak alatt, Ewing köré próbáltak meg egy sikeres csapatot felállítani a vezetőedzők, több-kevesebb sikerrel. Egy új sikeredző, Pat Riley került a csapathoz. A Michael Jordan által fémjelzett Chicago Bulls-nak azonban ekkortájt nem volt ellenfele. 1994-ben, Jordan visszavonulása után, azonban a Knicks egyből bejutott a döntőbe, ám a régóta várt győzelem elmaradt; A Houston Rockets diadalmaskodott, Pat Riley lemondott. Ewing a ’90-es évek végére kezdett kiöregedni, így a csapat teljesítménye is kezdett visszaesni. Ám 1999-ben, mindenki meglepetésére, a csapat ismét döntőt játszhatott: azonban ismét kikapott, ezúttal a San Antonio Spurs-től.
A 2000-es évek elején csendes építkezés folyt a csapatnál, ám nagyobb sikereket nem ért el a csapat. 2008-ban a csapat új vezérigazgatója, Donnie Walsh azonban gyökeres változásokat eszközölt. Az új vezetőedző, Mike D’Antoni irányításával szisztematikus munka indult be a csapatnál. 2010. július 5-én sikerült a csapathoz csábítani Amar’e Stoudemire-t, míg 2011 februárjában több csere után Carmelo Anthony-t és Chauncey Billups-ot. A 2011-12-es szezon elején csatlakozott a csapathoz Tyson Chandler, aki a jövő egyik nagy reménysége.

## Játékosok

### A Hírességek Csarnokának tagjai és a visszavonultatott mezszámok
| A Hírességek Csarnokának tagjai és a visszavonultatott mezszámok | A Hírességek Csarnokának tagjai és a visszavonultatott mezszámok | A Hírességek Csarnokának tagjai és a visszavonultatott mezszámok | A Hírességek Csarnokának tagjai és a visszavonultatott mezszámok | A Hírességek Csarnokának tagjai és a visszavonultatott mezszámok | A Hírességek Csarnokának tagjai és a visszavonultatott mezszámok | A Hírességek Csarnokának tagjai és a visszavonultatott mezszámok | A Hírességek Csarnokának tagjai és a visszavonultatott mezszámok | A Hírességek Csarnokának tagjai és a visszavonultatott mezszámok | A Hírességek Csarnokának tagjai és a visszavonultatott mezszámok |
| Játékosok                                                        | Játékosok                                                        | Játékosok                                                        | Játékosok                                                        | Játékosok                                                        | Játékosok                                                        | Játékosok                                                        | Játékosok                                                        | Játékosok                                                        | Játékosok                                                        |
| Szám                                                             | Név                                                              | Poszt(ok)                                                        | Szezon(ok)                                                       | Beválasztás éve                                                  | Szám                                                             | Név                                                              | Poszt(ok)                                                        | Szezon(ok)                                                       | Beválasztás éve                                                  |
| ---------------------------------------------------------------- | ---------------------------------------------------------------- | ---------------------------------------------------------------- | ---------------------------------------------------------------- | ---------------------------------------------------------------- | ---------------------------------------------------------------- | ---------------------------------------------------------------- | ---------------------------------------------------------------- | ---------------------------------------------------------------- | ---------------------------------------------------------------- |
| 6                                                                | Tom Gola                                                         | Dobóhátvéd/Alacsonybedobó                                        | 1962–1966                                                        | 1976                                                             | 10                                                               | Walt Frazier                                                     | Irányító                                                         | 1967–1977                                                        | 1987                                                             |
| 11                                                               | Harry Gallatin                                                   | Erőcsatár/Center                                                 | 1948–1957                                                        | 1991                                                             | 12                                                               | Dick Barnett                                                     | Dobóhátvéd                                                       | 1965–1973                                                        | –                                                                |
| 15                                                               | Earl Monroe                                                      | Irányító/Dobóhátvéd                                              | 1972–1980                                                        | 1990                                                             | 15                                                               | Dick McGuire                                                     | Irányító                                                         | 1949–1957                                                        | 1993                                                             |
| 19                                                               | Willis Reed                                                      | Center                                                           | 1964–1974                                                        | 1982                                                             | 22                                                               | Dave DeBusschere                                                 | Erőcsatár/Alacsonybedobó                                         | 1969–1974                                                        | 1983                                                             |
| 24                                                               | Bill Bradley                                                     | Dobóhátvéd/Alacsonybedobó                                        | 1967–1977                                                        | 1982                                                             | 32                                                               | Jerry Lucas                                                      | Erőcsatár                                                        | 1971–1974                                                        | 1980                                                             |
| 33                                                               | Patrick Ewing                                                    | Center                                                           | 1985–2000                                                        | 2008                                                             |                                                                  |                                                                  |                                                                  |                                                                  |                                                                  |
| Személyzet                                                       |                                                                  |                                                                  |                                                                  |                                                                  |                                                                  |                                                                  |                                                                  |                                                                  |                                                                  |
| Szám                                                             | Név                                                              | Poszt(ok)                                                        | Szezon(ok)                                                       | Beválasztás éve                                                  | Szám                                                             | Név                                                              | Poszt(ok)                                                        | Szezon(ok)                                                       | Beválasztás éve                                                  |
| 613                                                              | Red Holzman                                                      | Vezetőedző                                                       | 1967–1977, 1978–1982                                             | 1986                                                             | –                                                                | Hubie Brown                                                      | Vezetőedző                                                       | 1982–1986                                                        | 2005                                                             |
| –                                                                | Larry Brown                                                      | Vezetőedző                                                       | 2005–2006                                                        | 2002                                                             | –                                                                | Pat Riley                                                        | Vezetőedző                                                       | 1991–1995                                                        | 2008                                                             |
| –                                                                | Lenny Wilkens                                                    | Vezetőedző                                                       | 2004–2005                                                        | 1998                                                             |                                                                  |                                                                  |                                                                  |                                                                  |                                                                  |
| Hírességek Csarnokának tagja                                     |                                                                  |                                                                  |                                                                  |                                                                  |                                                                  |                                                                  |                                                                  |                                                                  |                                                                  |
| Visszavonultatott mezszám                                        |                                                                  |                                                                  |                                                                  |                                                                  |                                                                  |                                                                  |                                                                  |                                                                  |                                                                  |

## Személyzet

### Vezérigazgatók
- Ned Irish: 1946–1974[1]
- Mike Burke: 1974–1982[2]
- Jack Krumpe: 1982–1986[2]
- Richard Evans: 1986–1991[3][4]
- Dave Checketts: 1991–1996[5]
- Ernie Grunfeld: 1996–1999[6]
- Scott Layden: 1999–2004[7]
- Isiah Thomas: 2004–2008[8]
- Donnie Walsh: 2008–2011[8]
- Glen Grunwald: 2011–2013
- Steve Mills: 2013–2014
- Phil Jackson: 2014–2017
- Steve Mills: 2017–2020
- Leon Rose: 2020–napjainkig

### Tulajdonosok
- Gulf+Western: 1977–1994
  - Paramount Communications néven: 1989–1994
- Viacom: 1994[9]
- ITT Corporation and Cablevision: 1994–1997[9]
- Cablevision: 1997–2010[10]
- Madison Square Garden Sports: 2010–[11][12]

### Vezetőedzők
| EM    | Edzett meccsek száma                                                         |
| GY    | Győzelmek száma                                                              |
| V     | Vereségek száma                                                              |
| GY-V% | Győzelmi százalék                                                            |
| #     | Sorszám                                                                      |
| *     | Azon edzők, akik egész vezetőedzői pályafutásukat a Knicksnél töltötték.     |
| †     | Azon edzők, akiket beválasztották a hírességek csarnokába, mint vezetőedzők. |

| #  | Név            | Időszak                       | EM          | GY          | V           | GY-V%       | EM        | GY        | V         | GY-V%     |
| #  | Név            | Időszak                       | Alapszakasz | Alapszakasz | Alapszakasz | Alapszakasz | Rájátszás | Rájátszás | Rájátszás | Rájátszás |
| -- | -------------- | ----------------------------- | ----------- | ----------- | ----------- | ----------- | --------- | --------- | --------- | --------- |
| 1  | Neil Cohalan*  | 1946–1947                     | 60          | 33          | 27          | .550        | 5         | 2         | 3         | .400      |
| 2  | Joe Lapchick*  | 1947–1956                     | 573         | 326         | 247         | .569        | 60        | 30        | 30        | .500      |
| 3  | Vince Boryla*  | 1956–1958                     | 165         | 80          | 85          | .485        | —         | —         | —         | —         |
| 4  | Andrew Levane  | 1958–1959                     | 99          | 48          | 51          | .485        | 2         | 0         | 2         | .000      |
| 5  | Carl Braun*    | 1959–1961 (mint játékos-edző) | 127         | 40          | 87          | .315        | —         | —         | —         | —         |
| 6  | Eddie Donovan* | 1961–1965                     | 278         | 84          | 194         | .302        | —         | —         | —         | —         |
| 7  | Harry Gallatin | 1965                          | 63          | 25          | 38          | .397        | —         | —         | —         | —         |
| 8  | Dick McGuire   | 1965-1967                     | 177         | 75          | 102         | .424        | 4         | 1         | 3         | .250      |
| 9  | Red Holzman†   | 1967-1977                     | 783         | 466         | 317         | .595        | 95        | 54        | 41        | .568      |
| 10 | Willis Reed    | 1977-1978                     | 96          | 49          | 47          | .510        | 6         | 2         | 4         | .333      |
| —  | Red Holzman†   | 1978-1982                     | 314         | 147         | 167         | .468        | 2         | 0         | 2         | .000      |
| 11 | Hubie Brown    | 1982-1986                     | 344         | 138         | 190         | .401        | 18        | 8         | 10        | .444      |
| 12 | Bob Hill       | 1986-1987                     | 66          | 20          | 46          | .303        | —         | —         | —         | —         |
| 13 | Rick Pitino    | 1987-1989                     | 164         | 90          | 74          | .549        | 13        | 6         | 7         | .462      |
| 14 | Stu Jackson    | 1989-1990                     | 97          | 52          | 45          | .536        | 10        | 4         | 6         | .400      |
| 15 | John MacLeod   | 1990-1991                     | 67          | 32          | 35          | .478        | 3         | 0         | 3         | .000      |
| 16 | Pat Riley      | 1991-1995                     | 328         | 223         | 105         | .680        | 63        | 35        | 28        | .556      |
| 17 | Don Nelson     | 1995-1996                     | 59          | 34          | 25          | .576        | —         | —         | —         | —         |
| 18 | Jeff Van Gundy | 1996-2001                     | 420         | 248         | 172         | .590        | 69        | 37        | 32        | .536      |
| 19 | Don Chaney     | 2001-2004                     | 184         | 72          | 112         | .391        | —         | —         | —         | —         |
| 20 | Herb Williams* | 2004                          | 1           | 1           | 0           | 1.000       | —         | —         | —         | —         |
| 21 | Lenny Wilkens† | 2004-2005                     | 81          | 40          | 41          | .494        | 4         | 0         | 4         | .000      |
| —  | Herb Williams* | 2005                          | 43          | 16          | 27          | .372        | —         | —         | —         | —         |
| 22 | Larry Brown†   | 2005–2006                     | 82          | 23          | 59          | .280        | —         | —         | —         | —         |
| 23 | Isiah Thomas   | 2006–2008                     | 164         | 56          | 108         | .341        | —         | —         | —         | —         |
| 24 | Mike D'Antoni  | 2008–2012                     | 288         | 121         | 167         | .420        | 4         | 0         | 4         | .000      |
| 25 | Mike Woodson   | 2012–2014                     | 188         | 109         | 79          | .580        | 17        | 7         | 10        | .412      |
| 26 | Derek Fisher   | 2014–2016                     | 136         | 40          | 96          | .294        | —         | —         | —         | —         |
| 27 | Kurt Rambis    | 2016                          | 28          | 9           | 19          | .321        | —         | —         | —         | —         |
| 28 | Jeff Hornacek  | 2016–2018                     | 164         | 60          | 104         | .366        | —         | —         | —         | —         |
| 29 | David Fizdale  | 2018–2019                     | 104         | 21          | 83          | .202        | —         | —         | —         | —         |
| 30 | Mike Miller    | 2019–2020                     | 44          | 17          | 27          | .386        | —         | —         | —         | —         |
| 31 | Tom Thibodeau  | 2020–napjainkig               | 154         | 78          | 76          | .506        | 5         | 1         | 4         | .200      |

## Rekordok

### Franchise rekordok
Az adatok a 2021–2022-es szezon befejeztével helyesek
| Adat                     | Összesen | Játékos           |
| ------------------------ | -------- | ----------------- |
| Játszott meccsek         | 1039     | Patrick Ewing     |
| Játszott percek          | 37586    | Patrick Ewing     |
| Mezőnygólok              | 9260     | Patrick Ewing     |
| Mezőnygól kísérletek     | 18224    | Patrick Ewing     |
| Mezőnygól-hatékonyság    | .722     | Mitchell Robinson |
| Hárompontosok            | 982      | John Starks       |
| Hárompontos kísérletek   | 2848     | John Starks       |
| Hárompontos-hatékonyság  | .449     | Hubert Davis      |
| Büntetődobások           | 5126     | Patrick Ewing     |
| Büntetődobás kísérletek  | 6904     | Patrick Ewing     |
| Büntetődobás-hatékonyság | .886     | Mike Glenn        |
| Támadó lepattanók        | 2580     | Charles Oakley    |
| Védekező lepattanók      | 8191     | Patrick Ewing     |
| Lepattanók               | 10759    | Patrick Ewing     |
| Gólpasszok (asszisztok)  | 4791     | Walt Frazier      |
| Labdaszerzések           | 1061     | Patrick Ewing     |
| Blokkok                  | 2758     | Patrick Ewing     |
| Eladott labdák           | 3321     | Patrick Ewing     |
| Személyi hibák           | 3676     | Patrick Ewing     |
| Pontok                   | 23665    | Patrick Ewing     |

### Egyéni elismerések
| NBA MVP - Willis Reed – 1970 NBA Döntő MVP - Willis Reed – 1970, 1973 Az év újonca - Willis Reed – 1965 - Patrick Ewing – 1986 - Mark Jackson – 1988 Az év legjobb hatodik embere - Anthony Mason – 1995 - John Starks – 1997 - J. R. Smith – 2013 Az év védekező játékosa - Tyson Chandler – 2012 Az év edzője - Red Holzman – 1970 - Pat Riley – 1993 - Tom Thibodeau – 2021 Az év legtöbbet fejlődött játékosa - Julius Randle – 2021 Az év sportembere - Jason Kidd – 2013 Az NBA pontkirálya - Bernard King – 1985 - Carmelo Anthony – 2013 Az All Star-gála vezetőedzője - Joe Lapchick – 1951, 1953, 1954 - Red Holzman – 1970, 1971 - Pat Riley – 1993 - Jeff Van Gundy – 2000 | All-NBA első csapatba választottak - Harry Gallatin – 1954 - Walt Frazier – 1970, 1972, 1974, 1975 - Willis Reed – 1970 - Bernard King – 1984, 1985 - Patrick Ewing – 1990 All-NBA második csapatba választottak - Carl Braun – 1948, 1954 - Dick McGuire – 1951 - Harry Gallatin – 1955 - Richie Guerin – 1959, 1960, 1962 - Willis Reed – 1967, 1968, 1969, 1971 - Dave DeBusschere – 1969 - Walt Frazier – 1971, 1973 - Patrick Ewing – 1988, 1989, 1991, 1992, 1993, 1997 - Amar’e Stoudemire – 2011 - Carmelo Anthony – 2013 - Julius Randle – 2021 All-NBA harmadik csapatba választottak - Carmelo Anthony – 2012 - Tyson Chandler – 2012 Az NBA első számú védekező csapatába választottak - Dave DeBusschere – 1969–1974 - Walt Frazier – 1969–1975 - Willis Reed – 1970 - Micheal Ray Richardson – 1981 - Charles Oakley – 1994 - Tyson Chandler – 2013 Az NBA második számú védekező csapatába választottak - Patrick Ewing – 1988, 1989, 1992 - John Starks – 1993 - Charles Oakley – 1998 - Tyson Chandler – 2012 | Az NBA év legjobb újonc csapata - Art Heyman – 1964 - Willis Reed – 1965 - Jim Barnes – 1965 - Howard Komives – 1965 - Dick Van Arsdale – 1966 - Cazzie Russell – 1967 - Walt Frazier – 1968 - Phil Jackson – 1968 - Bill Cartwright – 1980 - Darrell Walker – 1984 - Patrick Ewing – 1986 - Mark Jackson – 1988 - Channing Frye – 2006 - Landry Fields – 2011 - Iman Shumpert – 2012 - Tim Hardaway Jr. – 2014 - Kristaps Porziņģis – 2016 - Willy Hernangómez – 2017 Az NBA év második legjobb újonc csapata - Rod Strickland – 1989 - Langston Galloway – 2015 - Mitchell Robinson – 2019 - Immanuel Quickley – 2021 |

All Star-játékosok
| - Vince Boryla – 1951 - Harry Gallatin – 1951–1957 - Dick McGuire – 1951, 1952, 1954, 1955, 1956 - Max Zaslofsky – 1952 - Carl Braun – 1953–1957 - Nathaniel Clifton – 1957 - Richie Guerin – 1958–1963 - Willie Naulls – 1958, 1960, 1961, 1962 - Ken Sears – 1958, 1959 - Johnny Green – 1962, 1963, 1965 - Tom Gola – 1963, 1964 - Len Chappell – 1964 - Willis Reed – 1965–1971 - Dick Barnett – 1968 - Dave DeBusschere – 1966, 1967, 1968, 1970–1974 - Walt Frazier – 1970–1976 - Bill Bradley – 1973 | - Earl Monroe – 1975, 1977 - Bob McAdoo – 1977, 1978 - Bill Cartwright – 1980 - Micheal Ray Richardson – 1980, 1981, 1982 - Bernard King – 1984, 1985 - Patrick Ewing – 1986, 1988–1997 - Mark Jackson – 1989 - Charles Oakley – 1994 - John Starks – 1994 - Allan Houston – 2000, 2001 - Latrell Sprewell – 2001 - David Lee – 2010 - Amar’e Stoudemire – 2011 - Carmelo Anthony – 2012–2017 - Tyson Chandler – 2013 - Kristaps Porziņģis – 2018 - Julius Randle – 2021 |

## Fordítás
- Ez a szócikk részben vagy egészben  a   New York Knicks című angol Wikipédia-szócikk ezen változatának fordításán alapul.  Az eredeti cikk szerkesztőit annak laptörténete sorolja fel. Ez a jelzés csupán a megfogalmazás eredetét és a szerzői jogokat jelzi, nem szolgál a cikkben szereplő információk forrásmegjelöléseként.